# Paix sur la terre
 (septembre 2024).
Pour plus de détails, voir Fiche technique et Distribution.
Paix sur la terre (Peace on Earth) est un film américain d'animation réalisé par Hugh Harman, sorti en 1939 et produit par Fred Quimby et Hugh Harman pour la Metro-Goldwyn-Mayer.